# Koijärvi (sjö i Pälkäne, Birkaland)
Koijärvi är en sjö i kommunerna Pälkäne och Tavastehus i landskapen Birkaland och Egentliga Tavastland i Finland. Sjön ligger 91 meter över havet. Arean är 57 hektar och strandlinjen är 6,21 kilometer lång. Sjön  ingår i Kumo älvs huvudavrinningsområde.   Den ligger omkring 47 km öster om Tammerfors, omkring 34 km norr om Tavastehus och omkring 130 km norr om Helsingfors. 